# Robăneștii de Jos, Dolj
Robăneștii de Jos este satul de reședință al comunei Robănești din județul Dolj, Oltenia, România.
 Acest articol despre o localitate din județul Dolj este deocamdată un ciot. Puteți ajuta Wikipedia prin completarea lui.